# ヴィギッツォーロ・デステ
ヴィギッツォーロ・デステ（伊: Vighizzolo d'Este）は、イタリア共和国ヴェネト州パドヴァ県に存在した、人口約900人の基礎自治体（コムーネ）。
2024年1月22日にカルチェリと合併してサンタ・カテリーナ・デステの一部となった。

## 地理

### 位置・広がり

#### 隣接コムーネ
隣接するコムーネは以下の通り。
- カルチェリ
- エステ
- ピアチェンツァ・ダーディジェ
- ポンソ
- サントゥルバーノ
- ヴィッラ・エステンセ

### 気候分類・地震分類
ヴィギッツォーロ・デステにおけるイタリアの気候分類 (it) および度日は、zona E, 2421 GGである。
また、イタリアの地震リスク階級 (it) では、zona 3 (sismicità bassa) に分類される。